# Distretto di Oulunkaari
Il distretto di Oulunkaari è un distretto della Finlandia. Si trova nella ex provincia di Oulu e fa parte della regione del Ostrobotnia Settentrionale. Conta cinque comuni e il numero di classificazione LAU 1 (NUTS 4) è 173.
Il 31 maggio 2011, la popolazione del distretto era di 23.414 abitanti e l'area di 9.998 km², con quindi una densità di 2,34 ab./km².

## Entità
- Ii (Comune)
- Pudasjärvi (Città)
- Vaala (Comune)
- Utajärvi (Comune)